# Templo de Kailāsanātha
El templo de Kailāsanātha o templo Kailash es uno de los 34 monasterios y templos que se extienden sobre más de 2 kilómetros que fueron excavados lado a lado en la pared de un acantilado de basalto en el complejo arquitectónico localizado en Ellora, Maharastra, India. Representa el epítome de la arquitectura rupestre de la India. Está diseñado para recordar el monte Kailāsh, morada del dios Shivá. Si bien exhibe características típicas dravídicas, fue tallada de una sola roca y construida quizá en el siglo VIII por el rey Rashtrakuta Krishna I.
El templo es famoso por su excavación vertical. Los talladores empezaron por la cima de la roca original y excavaron hacia abajo, exhumando el templo de la roca existente. Los métodos tradicionales fueron seguidos de manera estricta por el maestro arquitecto que no podría haberse logrado mediante la excavación por el frente. Los arquitectos que diseñaron este templo provenían del sureño reino de Pallava. Se estima que se extrajeron alrededor de 200.000 toneladas de rocas durante siglos para construir la estructura monolítica.

## Galería de imágenes

Templo de Kailāsanātha
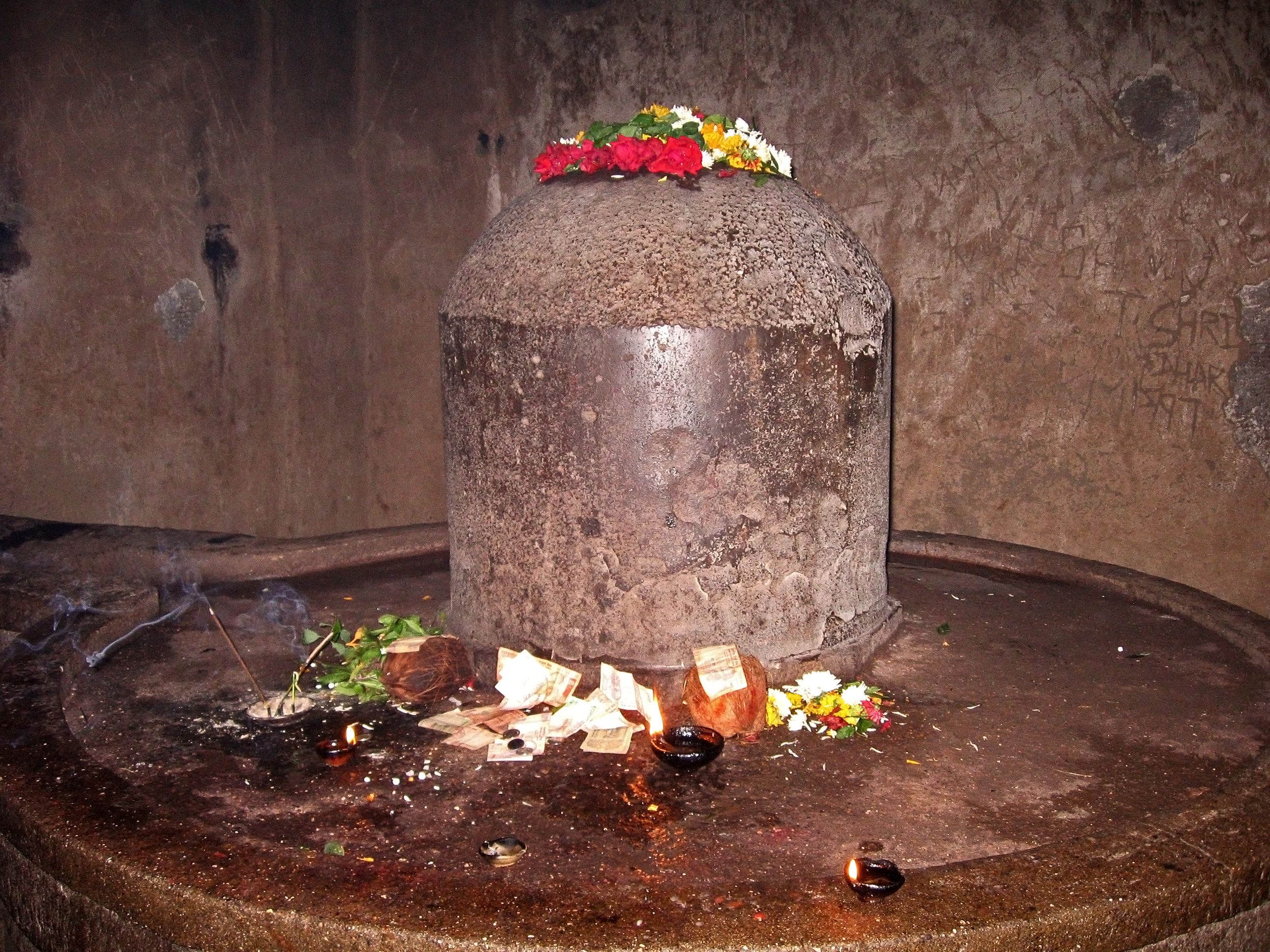
Lingam de Siva
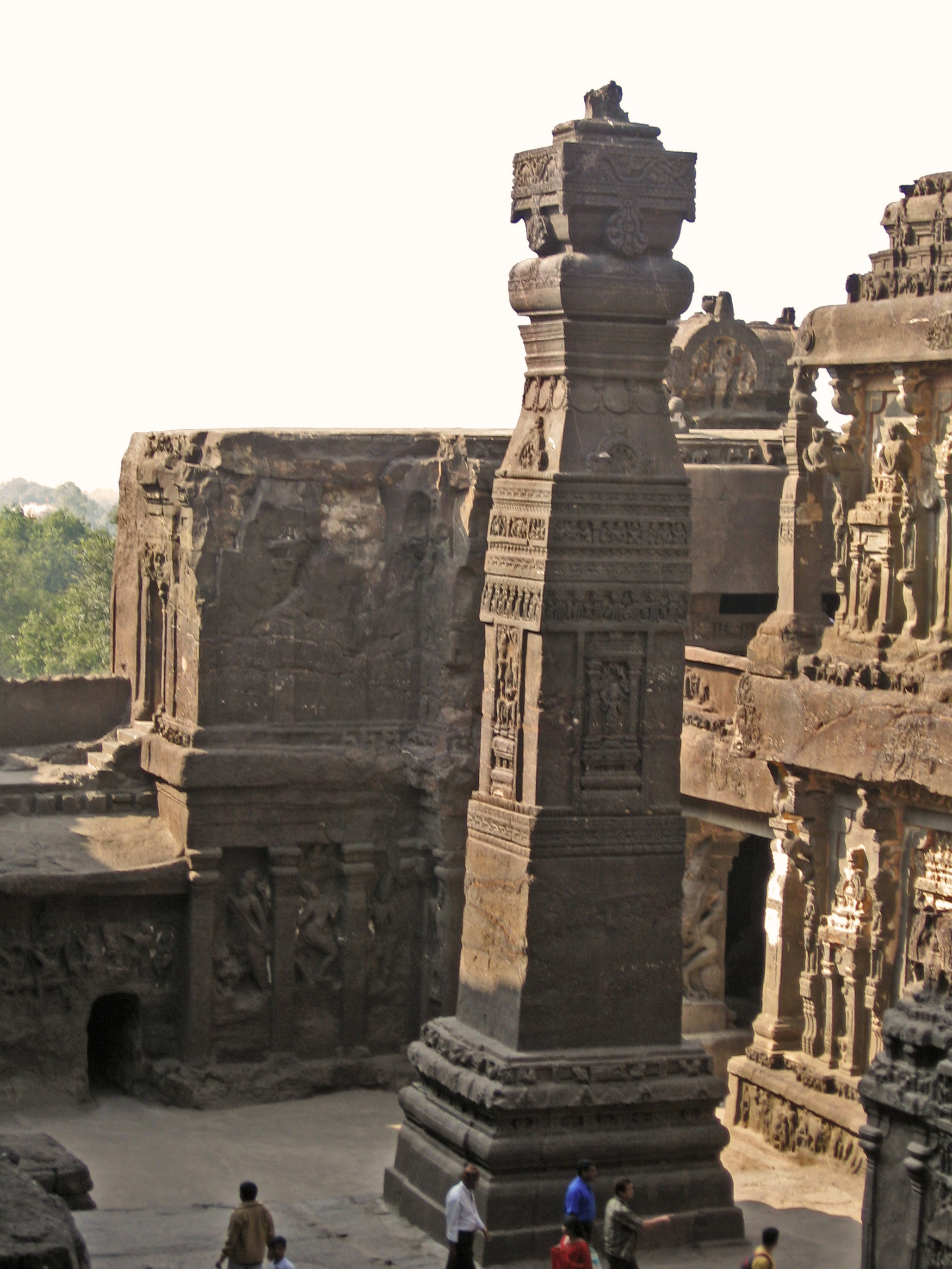
Pilar de piedra tallada en el templo Kailash.
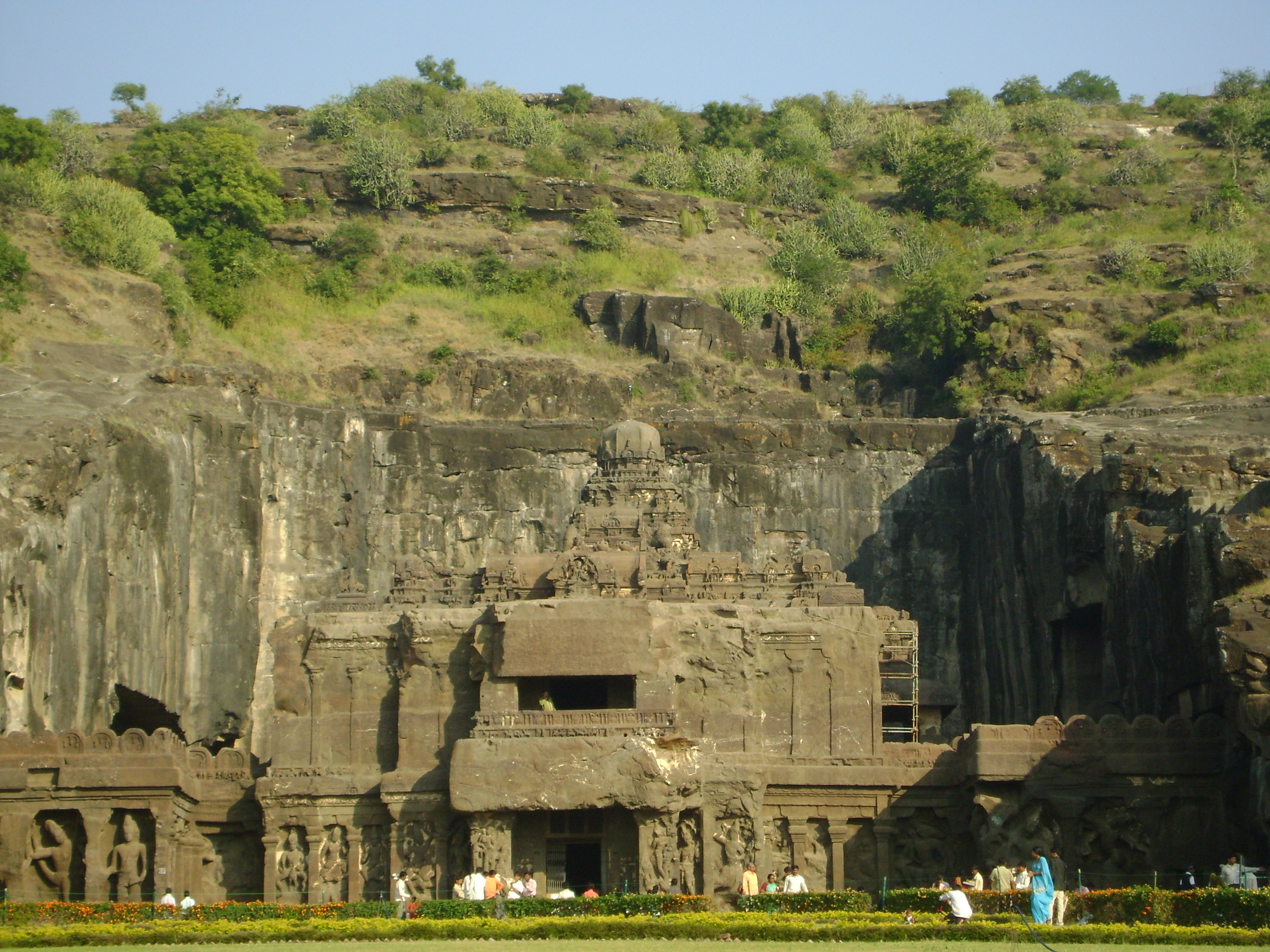
Cueva 16
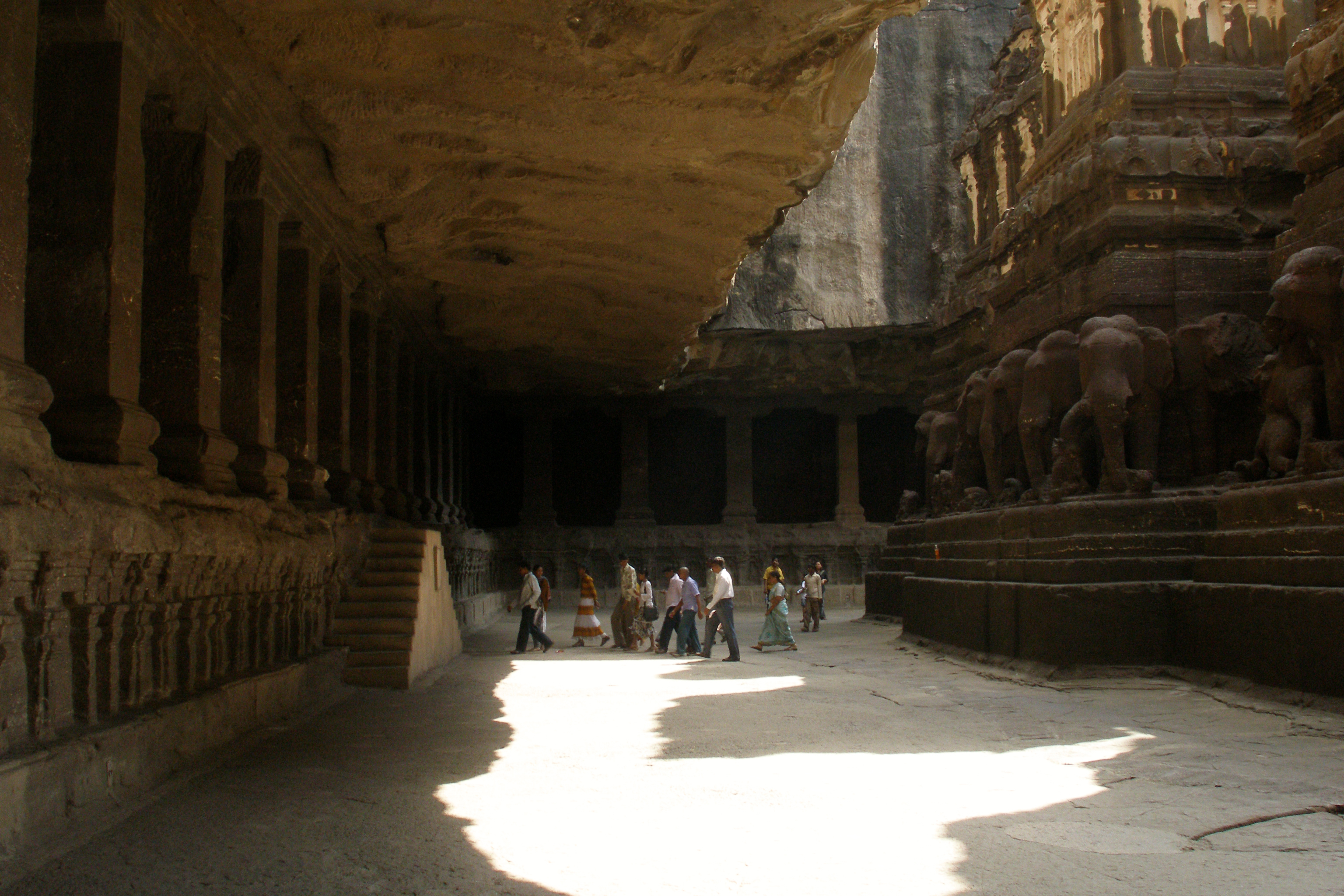
Cuevas de Ellora
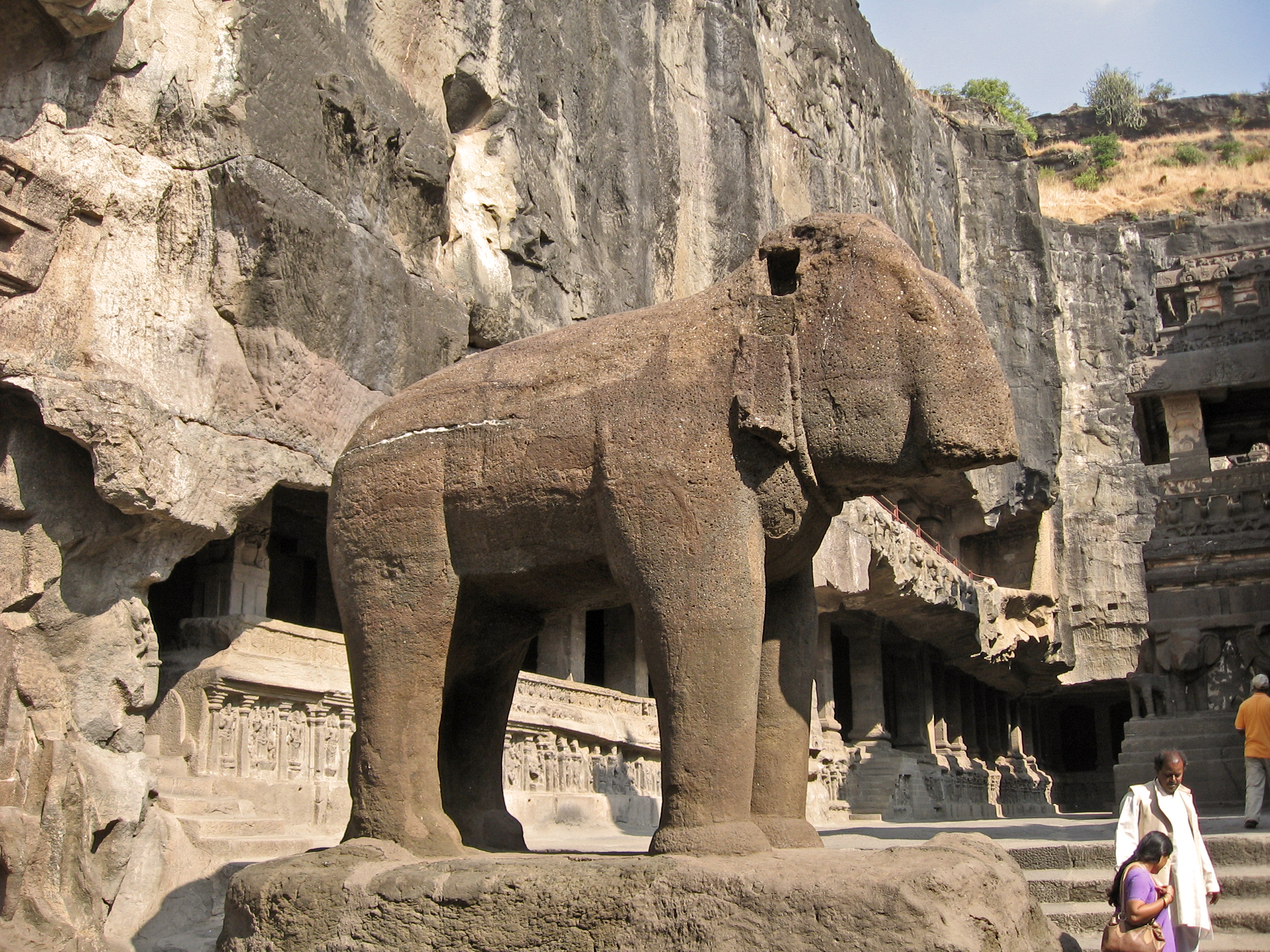
Un elefante tallado en la roca.
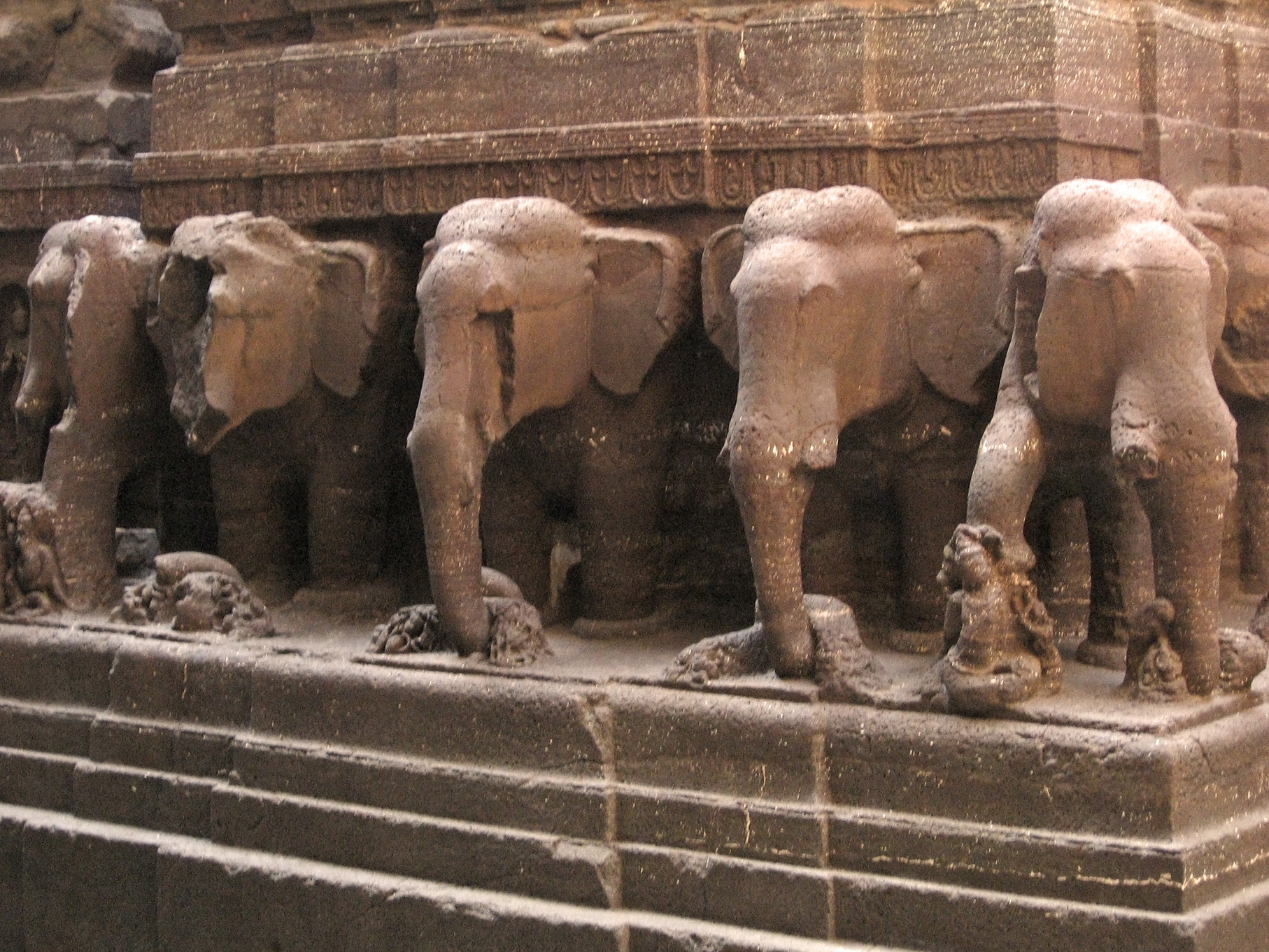
Elefantes tallados en la roca.
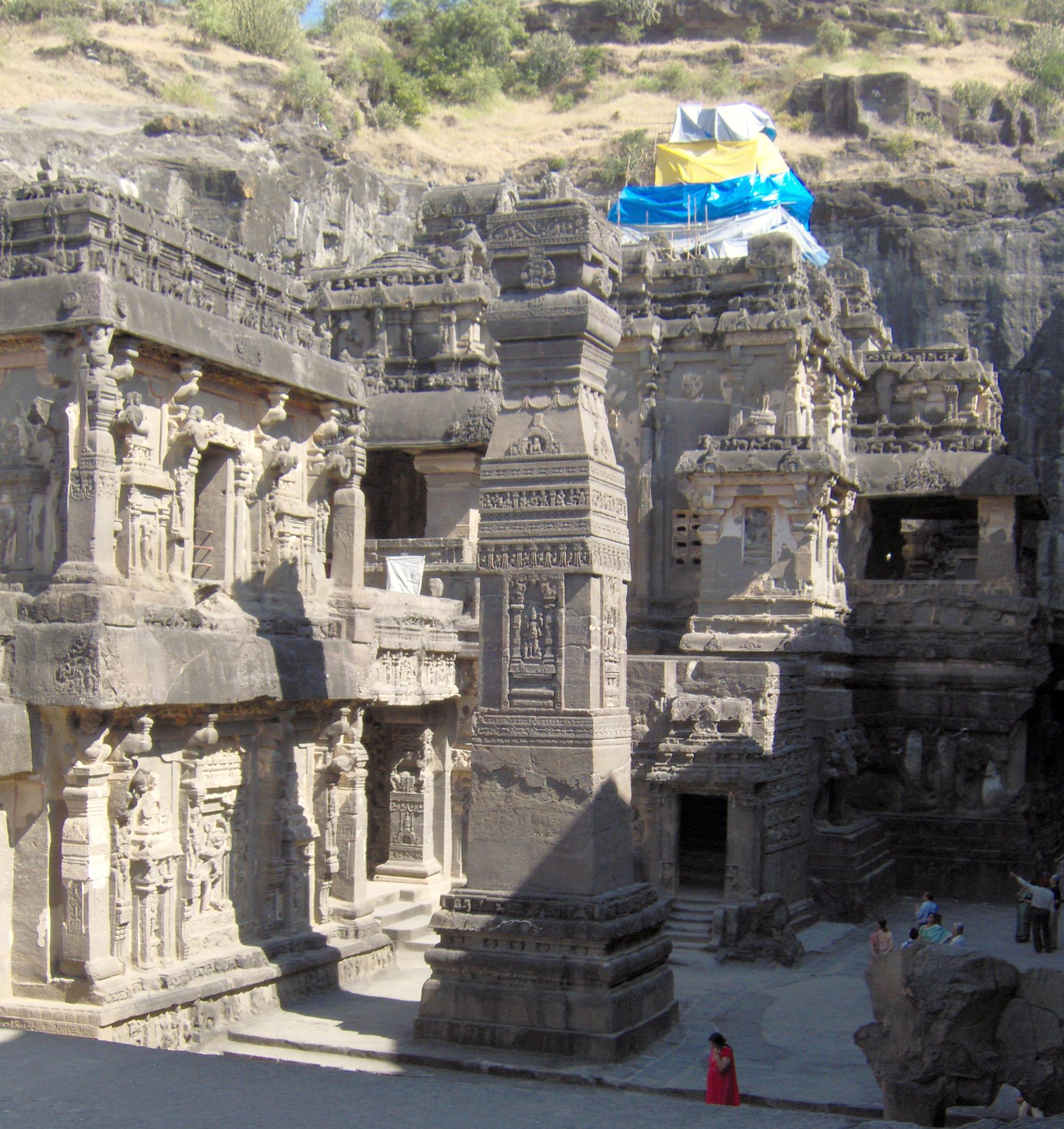
Templo de Kailash
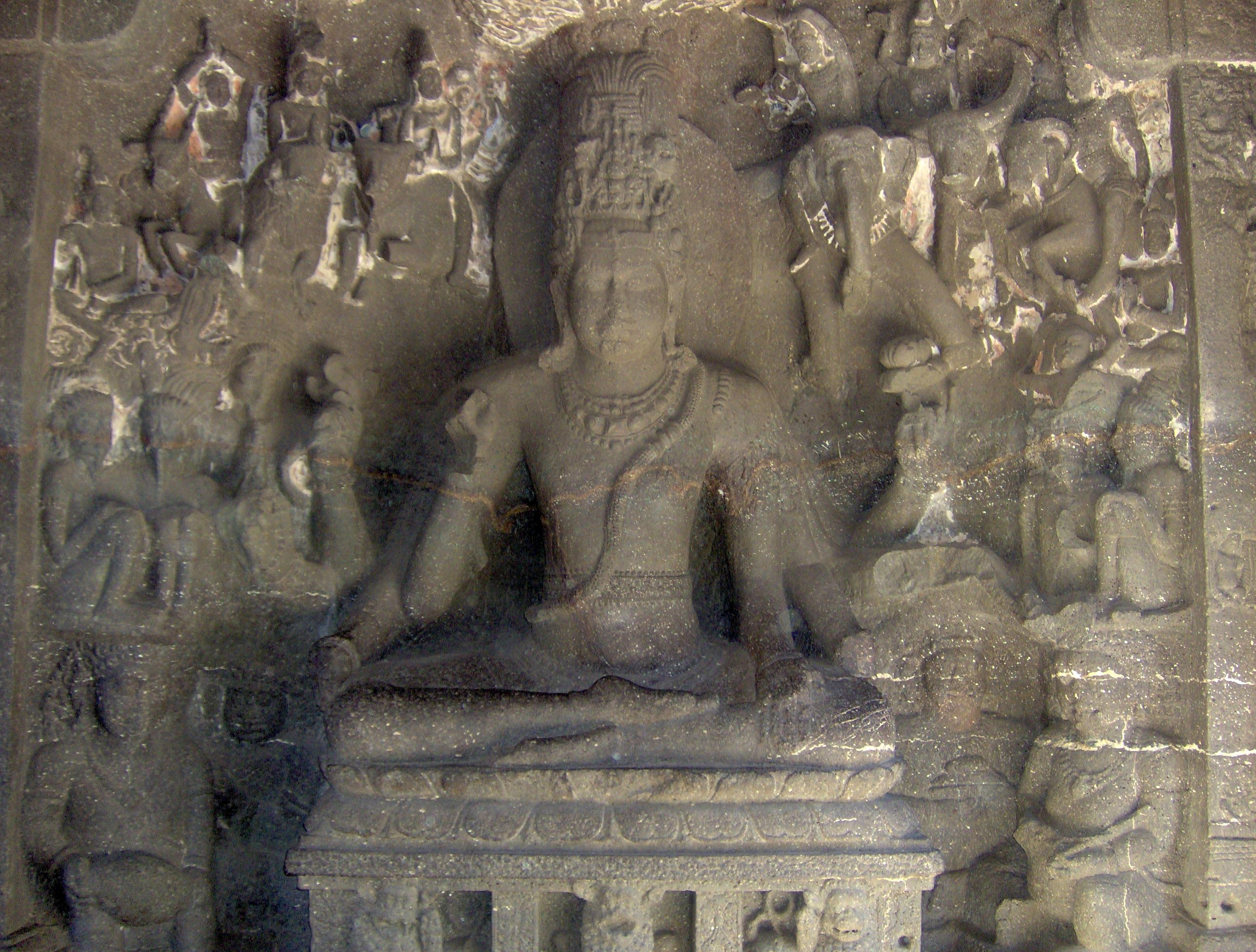
Panel de Siva.